# Venstervlekjes
De venstervlekjes (Thyrididae) zijn een familie van vlinders, de enige familie in de superfamilie Thyridoidea. De familie telt zo'n 940 beschreven soorten, waarvan de meeste in de tropen en subtropen voorkomen. Uit Europa is maar één soort bekend, de bosrankvlinder (Thyris fenestrella). De familie werd voorheen verwant geacht aan de snuitmotten en grasmotten, en daarmee in één superfamilie geplaatst.

## Onderfamilies en geslachten
- onderfamilie Charideinae

| - Amalthocera - Arichalca - Arniocera - Byblisia - Callibaptes - Cicinnocnemis - Cnemolopha | - Dilophura - Lamprochrysa - Marmax - Netrocera - Pompostola - Toosa - Trichobaptes |
- onderfamilie Siculodinae

| - Argyrotypus - Collinsa - Hypolamprus | - Rhodoneura - Siculodes |
- onderfamilie Striglininae

| - Aglaopus - Banisia - Herimba | - Phthina - Striglina |
- onderfamilie Thyridinae

| - Dysodia - Glanycus | - Pachythyris - Thyris |
- incertae cedis

| - Abrotesia - Addaea - Apyralis - Aziba - Beguma - Belonoptera - Bupota - Calindoea - Camadena - Camptochilus - Canaea - Cecidothyris - Chrysotypus - Cleomantes - Cornuterus - Cosmothyris - Cumbaya - Cydrastis - Daristane - Dixoa - Draconia - Durdara - Epaena - Forbesopsis - Gippius | - Gnathodes - Hapana - Hepialodes - Herdonia - Heteroschista - Hexeris - Hyperthyris - Iscalina - Isothauma - Iza - Jamboina - Kalenga - Kanshizeia - Kuja - Lelymena - Letchena - Letchenodes - Loxiorhiza - Macrogonia - Macroprota - Mathoris - Mellea - Meskea - Mesopempta - Microbelia | - Microctenucha - Microsca - Misalina - Monodecus - Morova - Mystina - Nakawa - Nemea - Neobanisia - Neochrysotypus - Novitina - Novobelura - Ochrothyris - Opula - Orneostoma - Ortospeda - Ottolenguia - Oxycophina - Pentina - Pharambara - Picrostomastis - Plagiosella - Plagiosellula - Platythyris - Plesiodesma | - Proterozeuxis - Pseudendromis - Pseudothyris - Pycnopera - Pyralidoxa - Pyrinioides - Rhodogonia - Risama - Sericophara - Sijua - Sinecalca - Sonagara - Speculina - Stenocopsis - Symphleps - Tanyodes - Telchines - Tridesmodes - Tristina - Trophoessa - Vadata - Vernifilia - Zeuzerodes |